# Jaime Huélamo Huélamo
Jaime Huélamo Huélamo (La Melgosa, Conca, 17 de novembre de 1948 - Conca, 31 de gener de 2014) va ser un ciclista espanyol que va ser professional de 1973 a 1975.
Va créixer i va viure molt de temps a Sant Joan Despí on els seus pares havien emigrat.
Com amateur, va participar en els Jocs Olímpics de Múnic, on, en un principi va guanyar la medalla de bronze a la prova en ruta. Dies més tard va ser desqualificat per haver donat positiu en el test antidopatge per coramina.

## Palmarès
- 1971
  - Vencedor d'una etapa al Tour de l'Avenir
- 1972
  -  Medalla de bronze als Jocs Olímpics de Múnic en ciclisme en ruta individual
- 1974
  - Vencedor d'una etapa a la Volta a Catalunya
  - Vencedor d'una etapa a la Volta a Andalusia
- 1975
  - 1r al GP Ferias
  - Vencedor d'una etapa a la Volta a Segòvia

### Resultats a la Volta a Espanya
- 1973. 59è de la classificació general